# تپه حیدریه ۱
تپه حیدریه ۱ مربوط به دوران‌های تاریخی پس از اسلام است و در شهرستان تاکستان، بخش ضیاآباد، جنوب شرق شهرک حیدریه واقع شده و این اثر در تاریخ ۱۶ آبان ۱۳۷۹ با شمارهٔ ثبت ۲۸۵۷ به‌عنوان یکی از آثار ملی ایران به ثبت رسیده است.